# ۸۴۳ (میلادی)
۸۴۳ (میلادی) هشتصد و چهل و سومین سال تقویم میلادی است.

## درگذشتگان
- ۱۹ آوریل - یودیت باواریایی، همسر لویی پارسا و ملکهٔ فرانک‌ها و امپراتریس امپراتوری مقدس روم

‎